# E3 2018

Logotipo oficial do evento.

A Electronic Entertainment Expo 2018 (E3 2018) foi a 24ª edição da Electronic Entertainment Expo, durante a qual fabricantes de hardware, desenvolvedores de software e editores da indústria de jogos eletrônicos apresentaram produtos novos e lançamentos aos participantes, principalmente varejistas e membros da imprensa de videogames. O evento, organizado pela Entertainment Software Association (ESA), aconteceu em Los Angeles, Califórnia, de 12 a 14 de junho de 2018, no Los Angeles Convention Center, com muitas empresas realizando coletivas de imprensa de forma antecipada. Com a indústria ainda no meio da oitava geração de consoles de videogame, nenhum novo hardware foi introduzido, e editores e desenvolvedores focaram principalmente em novos jogos a serem lançados em 2018, 2019 e além. O evento atraiu 69.200 participantes, o maior desde 2005.

## Formato e mudanças
A E3 2018 foi realizada de 12 a 14 de junho de 2018 no Los Angeles Convention Center. Nos dias anteriores, os principais editores realizavam coletivas de imprensa, geralmente como uma apresentação ao vivo em um grande teatro com transmissão por streaming ou por segmentos pré-gravados, destacando os novos jogos planejados para o próximo ano. Durante o show propriamente dito, os desenvolvedores e editores executaram estandes para permitir que os membros da indústria, a imprensa, os representantes do varejo e o público experimentem os novos jogos e conversem com os criadores. Vários eventos paralelos também foram realizados em locais próximos, incluindo torneios de videogames.
Como no ano anterior, a E3 2018 ofereceu passes de acesso público para o evento, após sua primeira oferta durante a E3 2017. No entanto, para tratar de problemas com superlotação nos corredores de expositores, a E3 2018 foi aberta em dois dias com acesso apenas à indústria por algumas horas antes de permitir o acesso público aos expositores. Somente aqueles com passes de cortesia para a indústria e passes comerciais comprados publicamente puderam participar dessas horas exclusivas. 1.000 passes públicos, chamados de "Gamer Passes", foram vendidos a 149 dólares, com o restante dos passes públicos sendo vendidos por 249 dólares em uma base de quem for o primeiro a chegar, primeiro será atendido. Esses passes, assim como os passes comerciais, foram colocados à venda em 12 de fevereiro de 2018.

## Conferências de imprensa

### Electronic Arts
A Electronic Arts realizou um evento separado perto do Convention Center, em vez de participar da Expo. O evento EA Play 2018 foi realizado no Hollywood Palladium de 9 de junho a 11 de junho. A coletiva de imprensa da EA foi realizada em 9 de junho às 11h (2h ET), e cobriu Battlefield V, FIFA 18 e FIFA 19, Star Wars Jedi: Fallen Order, Star Wars Battlefront II, Unravel Two, Sea of Solitude, NBA Live 19, Madden NFL 19, Command and Conquer: Rivals, e Anthem. A EA também anunciou que seu serviço de software Origin será expandido para incluir um serviço de assinatura premium para fornecer acesso a títulos antes do lançamento no mercado, além de dá suporte a jogos em nuvem no final do ano.

### Microsoft
A conferência de imprensa da Microsoft foi realizada às 13h (horário da Inglaterra) em 10 de junho no Microsoft Theater. Durante o Podcast do Major Nelson, o vice-presidente executivo de jogos da Microsoft, Phil Spencer, disse que a conferência de imprensa da Microsoft fez mudanças positivas em relação aos anos anteriores para ser divertida para todos. A apresentação cobriu cerca de cinquenta jogos, incluindo Halo Infinite, Ori and the Will of the Wisps, Sekiro: Shadows Die Twice, Fallout 76, The Awesome Adventures of Captain Spirit, Crackdown 3, Nier: Automata, Metro Exodus, Kingdom Hearts III, Sea of Thieves, Battlefield V, Forza Horizon 4, We Happy Few, PlayerUnknown’s Battlegrounds, Tales of Vesperia, Tom Clancy's The Division 2, Shadow of the Tomb Raider, Session, Black Desert Online, Devil May Cry 5, Cuphead, Tunic, Jump Force, Dying Light 2, Just Cause 4, Gears Pop, Gears Tactics, Gears 5, e Cyberpunk 2077.
Phil Spencer também afirmou que a Microsoft Studios adquiriu a Undead Labs, a Playground Games, a Ninja Theory e a Compulsion Games, e estabeleceu um novo estúdio dentro dela, The Initiative.
A Microsoft tinha um espaço para expositores no principal andar de convenções, principalmente dedicado à sua plataforma de transmissão ao vivo do Mixer, ao mesmo tempo em que apresentava demonstrações e outras atividades no Microsoft Theater ao lado dos outros dias de exibição.

### Bethesda
A Bethesda Softworks realizou sua apresentação na E3 no dia 10 de junho às 18:30 horas (9:30 pm ET). Os jogos apresentados incluíram Rage 2, The Elder Scrolls: Legends, The Elder Scrolls Online, Doom Eternal, Quake Champions, Wolfenstein II: The New Colossus, Wolfenstein: Youngblood, Wolfenstein: Cyberpilot, Fallout 76, Fallout Shelter, The Elder Scrolls: Blades, Starfield, e The Elder Scrolls VI.

### Devolver Digital
A Devolver Digital realizou uma apresentação na E3 via Twitch no dia 10 de junho, às 20h00 (23h ET). A apresentação seguiu o formato satírico da apresentação da Devolver na E3 2017, um segmento pré-gravado que zombava do estado da E3 e do marketing de jogos eletrônicos, e não foca nos jogos. A atriz Mahria Zook repetiu seu papel como a fictícia "Sinergy Officer" Nina Struthers. A Devolver revelou seus títulos: Scum, My Friend Pedro e Metal Wolf Chaos XD.

### Square Enix
A Square Enix realizou sua coletiva de imprensa pré-gravada sobre streaming de vídeo em 11 de junho às 10 da manhã (1pm ET). A apresentação da mídia cobriu os próximos jogos da Square Enix, incluindo Shadow of the Tomb Raider, Final Fantasy XIV (incluindo um evento de crossover com Monster Hunter: World da Capcom), The Awesome Adventures of Captain Spirit, Dragon Quest XI, Babylon's Fall, Nier: Automata, Octopath Traveler, Just Cause 4, The Quiet Man, e Kingdom Hearts III.

### Ubisoft
A Ubisoft realizou sua coletiva de imprensa na E3 em 11 de junho às 13:00 PT (16:00 ET). Ela apresentou os seus próximos jogos, incluindo Just Dance 2019, Beyond Good & Evil 2,  Trials Rising, Tom Clancy's The Division 2, Skull & Bones, Transference, Starlink: Battle for Atlas, The Crew 2, e Assassin's Creed Odyssey. Também foram anunciadas novas expansões de DLC para o Mario + Rabbids Kingdom Battle (Donkey Kong Adventure) e para For Honor (Marching Fire), bem como um documentário intitulado Another Mindset, que foca no competitivo de Rainbow Six Siege.

### PC Gaming Show
A PC Gamer hospedou seu PC Gaming Show em 11 de junho às 15:00 PT (18:00 ET). O programa incluiu apresentações de vários editores e desenvolvedores como Sega, Square Enix, Crytek, Double Fine Productions, Hi-Rez Studios, Skydance Media, Digital Extremes, Raw Fury, Klei Entertainment, Modern Storyteller, tinyBuild, Cloud Imperium Games, Starbreeze, e 505 Games.

### Sony
A Sony organizou a sua conferência de imprensa no dia 11 de junho, às 18:00 PT (21:00 ET). A Sony continuou sua "E3 Experience", onde o evento foi transmitido simultaneamente ao vivo para um número limitado de pessoas. Abordando críticas de algumas de suas conferências de imprensa anteriores à E3, a Sony planejou ter "mergulhos profundos" em um punhado de títulos primários durante sua conferência, em vez de um grande número de curtas para jogos, embora ainda abranja outros de terceiros e jogos indie. A Sony concentrou-se em Death Stranding, Ghost of Tsushima, Spider-Man e The Last of Us Part II. Além disso, em vez de ter um pré-show antes da conferência de imprensa para anunciar os títulos selecionados, a Sony usou diariamente anúncios de streaming ao vivo de jogos na semana anterior à conferência para revelar novos títulos como Tetris Effect, Twin Mirror, e Ghost Giant, dando os anúncios desses jogos como "mais tempo para respirar"..

### Nintendo
Tal como aconteceu em conferências anteriores desde 2013, a Nintendo transmitiu uma apresentação de vídeo pré-gravada da Nintendo Direct em 12 de junho às 9 da manhã (12h ET). Esta apresentação focou nos jogos de Nintendo Switch lançados em 2018, com um foco específico em Super Smash Bros. Ultimate. Os títulos adicionais mostrados incluem Daemon X Machina, Xenoblade Chronicles 2, Pokémon Let's Go, Pikachu! e Let's Go, Eevee!, Super Mario Party, Fire Emblem: Three Houses, Fortnite Battle Royale, Arena of Valor, Paladins, Minecraft, Overcooked 2, Monster Hunter Generations Ultimate, Dragon Ball FighterZ, ARK: Survival Evolved, Mario Tennis Aces, Killer Queen Black, Hollow Knight, e Octopath Traveler.